# آندریاس موگنسن
آندریاس موگنسن (به انگلیسی: Andreas Mogensen) مهندس و فضانورد اهل کشور دانمارک است که در ۲ نوامبر ۱۹۷۶ میلادی در کپنهاگ زاده شد. وی اولین فرد دانمارکی بود که در قالب برنامه Iriss به فضا سفر کرد.